# Теодор Клінцевич
Теодор Клінцевич (пол. Teodor Klincewicz; 4 січня 1955, Білоруська РСР — 1 березня 1991, Млава, Польща) — польський дисидент, учасник опозиційного руху у ПНР, активіст КОС-КОР і Солідарності, організатор і лідер Груп опору «Солідарні» під час воєнного стану. Відрізнявся антикомуністичним радикалізмом й ефективністю у підпільній боротьбі, віддавав перевагу наступальним методам. Після Круглого столу та перемоги «Солідарності» на виборах керував інформаційно-видавничими структурами профспілки. Загинув в автомобільній катастрофі невдовзі після ліквідації режиму ПОРП, приходу «Солідарності» до влади та перетворення ПНР на Третю Річ Посполиту.

## Походження та погляди
Народився у селянській родині білоруських поляків. Місцем народження зазвичай називається село Третьяковці (нині Лідський район Гродненської області Республіки Білорусь). У деяких джерелах назване інше село — Палубники. Ці різночитання пов'язані з топографічними відмінностями та сімейними міграціями.
Батьки Теодора Клінцевича — Теодор-старший і Тереза — були переконаними польськими націоналістами, прихильниками Армії Крайова. Теодор-старший до 1947 року ховався у лісах зі зброєю, відмовився прийняти громадянство СРСР. В адміністративному порядку Клінцевичів залучили до примусових робіт на лісосплаві Німаном.
У 1959 році Клінцевичі репатріювалися у Польщу та влаштувалися у Гдині. Там Теодор-старший подав позов до СРСР за несплату за облігаціями держпозики, виграв справу у суді й отримали виплату у злотих — єдиний подібний випадок в історії ПНР.
Теодор Клінцевич виховувався в антикомунізмі, національному патріотизмі, традиції польських повстань. Підлітком він спостерігав розстріл страйкарів-робітників у грудні 1970 року. Став переконаним противником урядущої компартії ПОРП. Вищу освіту здобував на факультеті технічної фізики та прикладної математики Варшавського політехнічного університету.

## Дисидент-солідарист
З 1975 року Теодор Клінцевич брав участь в опозиційній діяльності — поширював листівки проти поправок до Конституції ПНР зі згадкою керівної ролі ПОРП. У 1976 році вступив до КОС-КОР, у 1977 році — до Студентського комітету Солідарності. Поширював видання КОС-КОР «Robotnik» («Робітник»), редагував студентський журнал «100 razy głową w mur» («100 разів головою об стіну»). Організував на орендованій квартирі нелегальну друкарню.
Кілька разів Клінцевич затримувався Службою держбезпеки (СБ), піддавався обшукам та побиттям. Рішуче відмовився від співпраці. В одному з протоколів наголошувалося, що Клінцевич «не боїться репресій і сам каже, що ще неодноразово побуває тут».
У серпні 1980 року Клінцевич прибув до Гданська та приєднався до страйку Гданської корабельні. Друкував і розповсюджував листівки страйкового комітету. Вступив у профспілку Солідарність, був одним із засновників Незалежної спілки студентів (НСС). Стояв на радикальних позиціях, виявляв готовність до силової конфронтації з ПОРП. У листопаді-грудні 1981 року брав участь у страйку курсантів пожежного училища Варшави. Після придушення силами ЗОМО організовував евакуацію страйкарів.

## Організатор опору

### Активіст прямої дії
13 грудня 1981 року у Польщі ввели воєнний стан, «Солідарність» заборонили, тисячі активістів інтернували. Однак СБ не вдалося захопити Теодора Клінцевича, хоча з цією метою розроблявся спеціальний план. Він зник у варшавському підпіллі, мешкаючи на конспіративних квартирах. Вже у лютому 1982 року Клінцевич організував Групи опору «Солідарні» (GOS) — радикальну молодіжну структуру прямої дії. GOS діяли в умовах суворої конспірації. Сам Клінцевич виступав під псевдонімами Борис і Рафал. Тільки він був у курсі повної структури GOS, координував окремі групи та функціональні відділи (технічний, транспортний, легалізаційний, видавничий). Усього через GOS пройшли 250—300 активістів.
GOS розповсюджували десятки тисяч листівок, вивішували агітаційні банери, вели радіопропаганду. Ці дії відрізнялися яскравим резонансним стилем (наприклад, у в'язниці Мокотув). Але особливу увагу приділяв Клінцевич діям іншого характеру — підпалам і пошкодженням автозаків ЗОМО та приватних автомобілів прихильників режиму, обмазуванню хімікатами дверей інформаторів СБ, партійних пропагандистів, суддів, які виносили репресивні вироки. Найвідомішою з таких акцій стала хімічна атака у музичному театрі «Сирена», дирекція якого надавала сцену для режимної пропаганди.
Перед вступниками у групи опору Клінцевич порушував питання: чи готові вони знищувати оснащення влади та карати агентів режиму? Приймалися ті, хто давав позитивну відповідь. Вдалося створити арсенал піротехніки, зброї та боєприпасів для майбутньої силової конфронтації. Готувалася серія відповідних акцій, але з розрахунком обійтися без летальних наслідків. Найбільш активним у цьому напрямі був Пьотр Ізгаршев.
Регіональна виконавча комісія (RKW) «Солідарності» Мазовше наполягала на принциповій відмові від будь-яких ознак насильства та рішуче заперечувала проти таких дій. Клінцевич відповідав, що GOS співпрацюють, але не підкоряються RKW. Тоді Віктор Кулерський попередив, що припинить діяльність у RKW, якщо ці плани не скасують. Керівник підпільних структур «Солідарності» Збігнєв Буяк заборонив силові акції. Клінцевичу довелося підкоритися та втопити у Віслі два ящики з пістолетами, патронами та гранатами.

### Арешт та звільнення
У ніч проти 22 березня 1983 року Теодора Клінцевича нарешті вистежили та заарештували. Це було пов'язано з нещодавньою резонансною атакою на «Сирену» та з планами побиття відомого своєю жорстокістю офіцера міліції. Задум став відомий органам МВС. Згодом з'ясувалося, що видатний діяч GOS, особистий водій Клінцевича й один з керівників підпільного видавництва «Ритм» Мар'ян Котарський був впровадженим агентом СБ. Сам Пенкальський-Котарський, який згодом порвав із держбезпекою, категорично заявляє, що жодна людина не була заарештована з його вини. Більшість обізнаних людей вважають, що березневий арешт мав випадковий характер.
22 липня 1983 року воєнний стан скасували, звільнили всіх інтернованих, амністію отримало багато політв'язнів. Вийшов із в'язниці й Теодор Клінцевич. Перебуваючи під щільним наглядом СБ, він не міг здійснювати акції прямої дії. Після присудження Леху Валенсі Нобелівської премії миру сам Клінцевич сказав соратникам: підпали та хімікати тепер неможливі, доведеться обмежитися «листівками та розмовами». Такі акції стали виглядати компрометацією «Солідарності». З цього приводу Клінцевич висловив жаль.
До кінця 1980-хроків Теодор Клінцевич продовжував керувати GOS, зосередившись на нелегальній агітації. Очолював підпільне видавництво «Ритм» (разом із вченим-орнітологом Болеславом Яблонським і впровадженим агентом Котарським). З 1985 року редагував підпільне видання RKW «Кур'єр Мазовше».

## Перемога та загибель
Навесні-восени 1988 року нова страйкова хвиля змусила керівництво ПОРП піти на переговори у Магдаленці, провести Круглий стіл і погодитися на релегалізацію «Солідарності». Теодор Клінцевич у цілому прийняв діалог з владою, але сумно констатував розмивання колишньої ясності протистояння, компроміси з комуністами, ускладнення взаємин між соратниками.
Перед парламентськими виборами 4 червня 1989 року, на яких «Солідарність» здобула перемогу, Теодор Клінцевич керував відділом друку та інформації Громадянського комітету «Солідарність», редагував бюлетень «Солідарності» у Варшаві, перебував у керівних органах Мазовецького профцентру та всепольського.
23 лютого 1991 року Теодор Клінцевич їхав з Варшави до Гданська на III з'їзд «Солідарності». За кермом він був сам. Поблизу Млави сталася аварія: п'яний пішохід кинувся під колеса. Клінцевич встиг загальмувати, але отримав тяжкі травми. Він довіз пішохода до лікарні та був госпіталізований сам. Врятувати його не вдалося — через тиждень 36-річний Теодор Клінцевич помер. Похований на варшавському Повонзківському цвинтарі.

## Особистість і пам'ять
Похорон Теодора Клінцевича вважається «останнім заходом єдиної „Солідарності“» (далі у профспілці почалися конфлікти та розколи). Виступаючи над могилою, Збігнєв Буяк схарактеризував Клінцевича як «справжню легенду, в якій поєдналося все найкраще, що є серед нас». Генрик Вуєць називав Клінцевича «Кміциц опозиції»: герой роману Генрика Сенкевича «Потоп» Анджей Кміциц — відчайдушно хоробрий авантюрист і переконаний польський патріот.
За характером Теодор Клінцевич відрізнявся хоробрістю, різкістю, готовністю до авантюри, був комунікабельний і харизматичний. При цьому він мав гарні організаторські здібності, умів ефективно діяти у складних і небезпечних ситуаціях. У його системі цінностей перше місце займала визвольна боротьба — вища за особисте життя та професійну самореалізацію. Матеріальний добробут, побутовий комфорт не цікавили Клінцевича взагалі, він був звичний до поневірянь підпілля. Але він був принциповим аскетом — був розкутий у спілкуванні, любив дружнє застілля. Юнацьким захопленням Клінцевича був вітрильний спорт. Водночас у характері Клинцевича відзначалася така особливість: він чітко й упевнено діяв за умов жорсткого протистояння та ризику, але вимушена пасивність кидала у депресію. Він ніколи не шукав нагород, але був небайдужим до похвали соратників, особливо провідних лідерів «Солідарності». Критику сприймав різко негативно, наполегливо відстоював власні позиції.
У 1988 році одружився з соратницею-підпільницею Доротою Пшилубською. У шлюбі народився син Теодор — нині відомий польський соціолог.
Соратники та дослідники зазначають, що Групи опору «Солідарні», їхні активісти, персонально Теодор Клінцевич мало відомі в країні. Їхні дії сприймаються як якесь «відгалуження», осторонь «магістральної „Солідарності“» — і за кадрами, і за чисельністю, і багато у чому за методами боротьби. Таке становище багато хто вважає несправедливим, й останніми роками воно почало змінюватися. Стали з'являтися дослідження та публікації. Особливою пошаною оточено ім'я Клінцевича в НСС. Представники студентського союзу пропонували владі Варшави перейменувати вулицю, названу ім'ям комуністичного політика Юліана Бруна на вулицю Теодора Клінцевича (перейменування відбулося, але на вулицю Джордано Бруно). До 30-річчя загибелі Теодора Клінцевича зняли документальний телефільм.
Теодор Клінцевич двічі нагороджений посмертно: у 2006 році — Кавалерським хрестом ордена Відродження Польщі (ухвала президента Леха Качинського), у 2017 році — Хрестом Свободи та Солідарності (ухвала президента Анджея Дуди).